# Pyxicephalus adspersus
Espèce
Synonymes
- Rana adspersa (Tschudi, 1838)

Statut de conservation UICN

 LC  : Préoccupation mineure
Pyxicephalus adspersus, le Crapaud buffle africain ou la Grenouille taureau africaine est une espèce d'amphibiens de la famille des Pyxicephalidae.

## Répartition
Cette espèce se rencontre en Afrique australe et en Afrique de l'Est. Elle est présente en Angola, au Botswana, au Kenya, au Malawi, dans l'ouest du Mozambique, dans l'est de la Namibie, en Zambie, en Afrique du Sud, au Lesotho, au Swaziland, en Tanzanie et au Zimbabwe. Elle pourrait être présente en République démocratique du Congo.

## Description

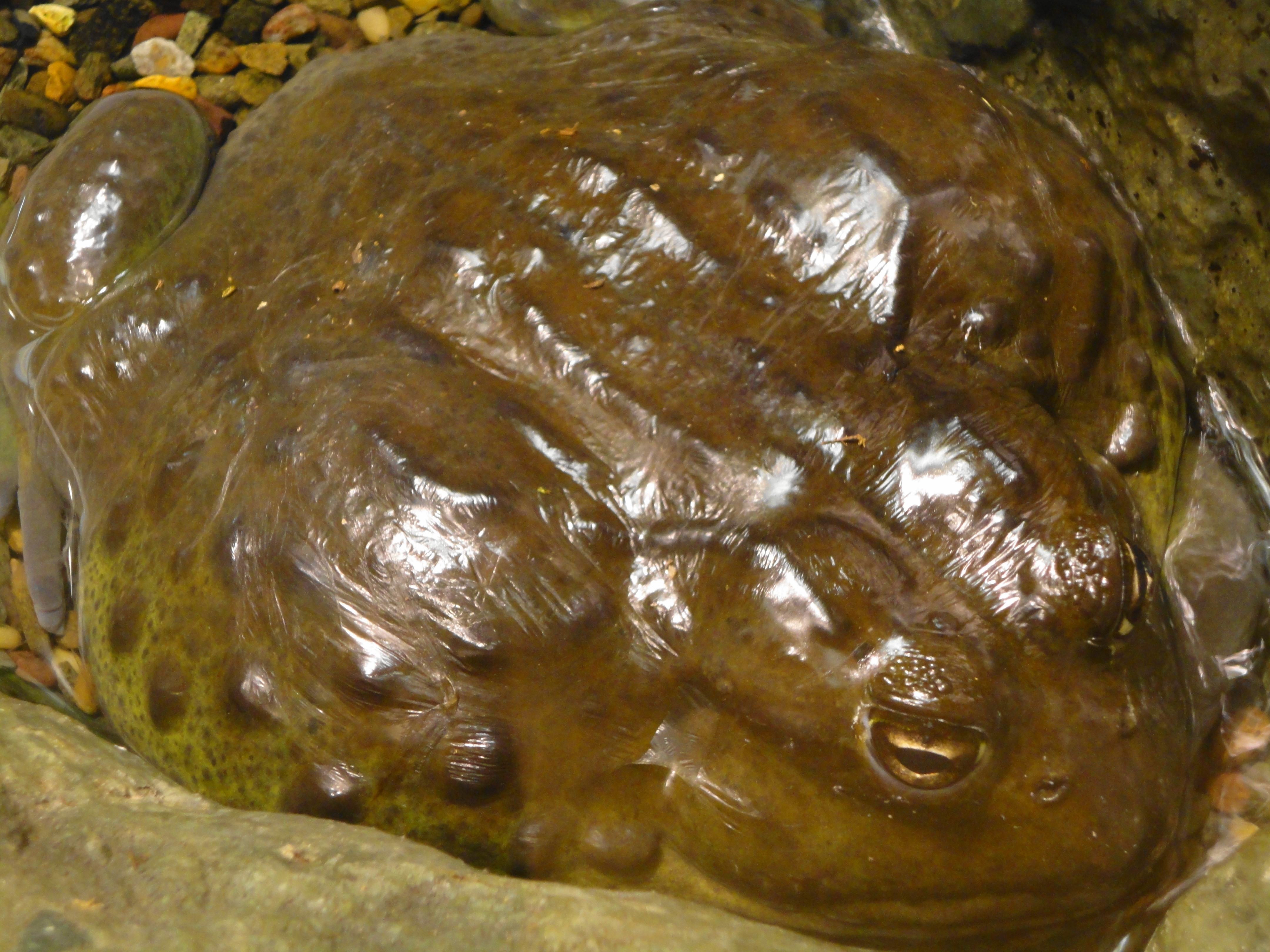
Pyxicephalus adspersus

Pyxicephalus adspersus présente une longueur maximale de 24,5 cm pour le tronc, et la tête et peut alors atteindre 1,4 kg. Cependant, seuls les mâles atteignent une telle dimension ; les femelles restent beaucoup plus petites. Le corps est trapu avec une tête large au museau court et une gueule énorme. La mâchoire inférieure possède trois structures osseuses, grandes et pointues, en forme de dent. Les pattes avant et arrière sont très musclées, et les extrémités arrière pénètrent dans la peau du tronc jusqu'aux articulations des genoux. Sur le dos courent plusieurs replis de la peau dans le sens de la longueur ; la peau est en outre d'une structure verruqueuse et granuleuse. La coloration du dos va du verdâtre au brun en passant par le gris. Il arrive que se présentent des taches sombres ; chez les jeunes surtout, on observe aussi une rayure longitudinale claire au milieu du dos. Le dessous et le creux des aisselles sont colorés d'une teinte qui va du blanchâtre au jaune. Les pupilles des yeux sont dirigées horizontalement. Les palmes entre les doigts de pied n'existent qu'à l'état d'ébauches. Les talons, très durs, servent comme des pelles pour permettre à ces grenouilles de s'enterrer rapidement dans le sol.

## Mode de vie

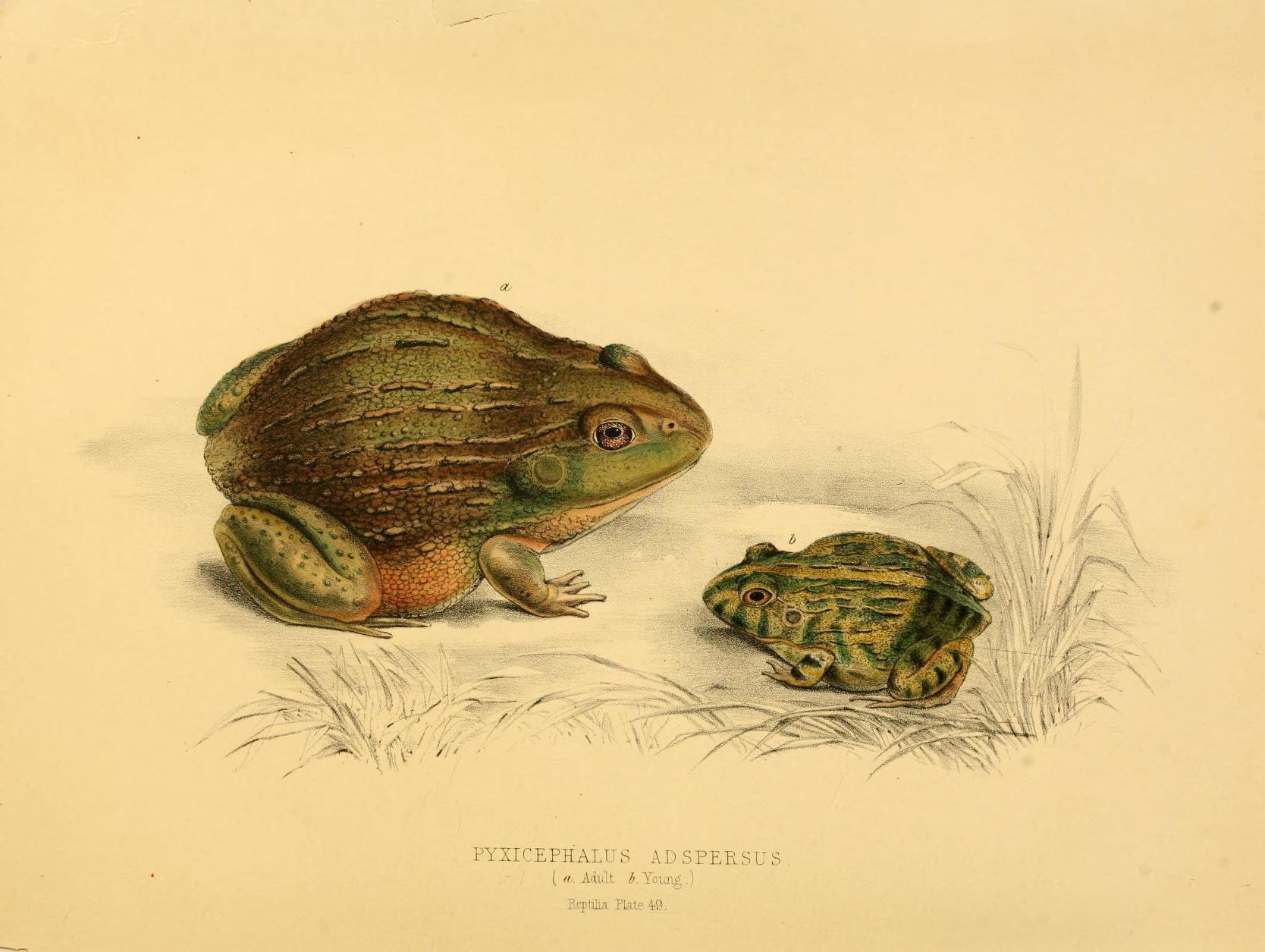

Pendant la saison des pluies, Pyxicephalus adspersus recherche les régions de savanes où se forment des mares. Elles sont nécessaires pour la reproduction et pour le développement des têtards. La plus grande partie de l'année, il vit à terre et s'enfonce dans des trous pour se protéger de la sécheresse. Là il peut également survivre pendant un temps assez long dans une sorte d'estivation.
Carnivore, il se nourrit d'animaux dont il peut venir à bout et qui sont quelquefois à peine plus petits que lui. Outre des invertébrés, les petits serpents, le rat, la souris et d'autres grenouilles figurent à son menu — le cannibalisme à l'intérieur de l'espèce semble fréquent, même chez les jeunes. On a rapporté qu'il peut vivre jusqu'à 45 ans en captivité.

## Prédateurs, comportement défensif
Parmi les prédateurs, il y a surtout le pélican et le varan du Nil. Mais les hommes eux aussi le capturent et le consomment. Quand il est dérangé ou qu'il se sent en danger, il se défend énergiquement en sautant sur l'agresseur et en le mordant. Il faut alors lui ouvrir la gueule pour s'en défaire. En même temps, il pousse des cris qui rappellent un peu le mugissement des bovins.

## Comportement pendant la reproduction
La saison du frai commence avec les fortes chutes de pluie. Les mâles se précipitent en masse vers les grandes mares peu profondes et poussent des cris qui sont des appels à l'accouplement. Les plus jeunes restent plutôt vers le bord, tandis que les grands mâles dominants occupent le centre. Ces derniers manifestent un comportement territorial très agressif et essaient de chasser leurs rivaux, qu'ils n'hésitent pas à blesser, voire à tuer. Quand elles apparaissent, les femelles se mettent à nager et tâchent de gagner le centre pour s'accoupler avec les mâles les plus forts. Elles pondent alors d'une façon groupée à un endroit peu profond, et les mâles émettent leur semence au-dessus de la surface de l'eau. Les œufs de la plupart des femelles d'un groupe de frai sont fécondés par le même mâle dominant, le plus fort. Ce dernier monte la garde par la suite pendant que les têtards naissent et se développent en quelques semaines.

## Statut
Actuellement, l'UICN  a classé l'espèce dans son ensemble sous la rubrique « LC » (préoccupation mineure). Dans les pays développés, l'espèce se rencontre parfois dans les terrariums et est un animal d'élevage.

## Publication originale
- Tschudi, 1838 : Classification der Batrachier, mit Berucksichtigung der fossilen Thiere dieser Abtheilung der Reptilien, p. 1-99 (texte intégral).